# Склезнёв, Георгий Михайлович
Георгий Михайлович Склезнёв (бел. Георгій Міхайлавіч Склязнёў; 20 января 1911 — 12 февраля 1937) — советский танкист, лейтенант, Герой Советского Союза.

## Биография
Родился 20 января 1911 года в городе Гомеле, в семье служащего. Белорус. Член ВКП(б) с 1931 года. В 1929 году окончил среднюю школу. Работал на строительстве Гомельского лесокомбината, а затем слесарем-инструментальщиком на этом же комбинате. В сентябре 1931 года по путевке комсомола Георгий поступил в Бауманское высшее техническое училище в Москве, но проучился только один курс.
В мае 1932 года был призван в Красную Армию и после специального отбора направлен в военное училище. В декабре 1934 года окончил Нижегородское танковое училище. Службу проходил в 4-й отдельной механизированной бригаде Белорусского военного округа, дислоцировавшейся под Бобруйском. Был командиром взвода в учебном батальоне.
Участник Гражданской войны в Испании. Сражаясь в рядах танковой бригады Д. Г. Павлова, отличился в боях под Мадридом и на реке Харама.
Во время январских боев 1937 года у Махадаонды лейтенант Склезнёв под огнем противника вывел из боя и спас горящий танк. 2 февраля, во время атаки северо-западнее Мадрида на берегу реки Харама, танкисты Г. М. Склезнёва ворвались в расположение противника и полностью уничтожили прорвавшееся подразделение. 12 февраля, в бою в районе Араганды экипаж танка в составе командира Склезнёва, механика-водителя Черненко и башенного стрелка Косогова погиб, выполнив до конца свой интернациональный долг.
Постановлением Центрального Исполнительного Комитета СССР от 27 июня 1937 года за образцовое выполнение специального задания Правительства по укреплению оборонной мощи Советского Союза и проявленный в этом деле героизм капитану Склезнёву Георгию Михайловичу посмертно присвоено звание Героя Советского Союза.

## Награды и звания
- Герой Советского Союза (посмертно), с вручением ордена Ленина (27 июня 1937 года).
- Орден Красной Звезды.

## Память
- Навечно зачислен в списки одной из танковых рот Ташкентского высшего командного танкового училища имени П. С. Рыбалко.
- Имя Героя Советского Союза Г. М. Склезнёва носят улица (в Новобелицком районе) и средняя школа № 2 [1] в Гомеле. Одна из экспозиций в школьном музее посвящена Г. М. Склезнёву.
- В Гомеле на здании деревообрабатывающего комбината (административный корпус ОАО "Гомельдрев", ул. Достоевского, 3) и средней школы № 2 (ул. Ильича, 53), в которой учился Г. М. Склезнёв, установлены мемориальные доски в честь Героя[2].
- Имя Героя Советского Союза Г. М. Склезнёва высечено на стене у Вечного огня в Нижегородском кремле.
- Стела в честь Г. М. Склезнёва установлена на Аллее Героев в Гомеле (ул. Советская)[3][4].